# ワルシャワの幻想
「ワルシャワの幻想」 (Warszawa) は、イギリスのミュージシャンであるデヴィッド・ボウイと、同じくイギリスのミュージシャンであるブライアン・イーノの共作による楽曲で、1977年のアルバム『ロウ』に収録された。タイトルは、ポーランドの首都であるワルシャワに由来する。

## 概要
ボウイはこの曲を制作する以前に2度、ワルシャワを訪れたことがあった。
1度目は1973年5月で、「ジギー・スターダスト・ツアー」の日本公演を終え、当時飛行機恐怖症であったボウイは飛行機を使わずにナホトカ航路とシベリア鉄道を利用してイギリスへ帰り、その途中にワルシャワ・グダニスク駅に数時間ほど運転停車した。この時は厳しい入国審査のために列車から降りられなかったとも言われている。2度目は1976年4月の「アイソラー・ツアー」の時で、この時はツアーに同行していたイギー・ポップも一緒だった。この時もワルシャワ・グダニスク駅に数時間停車した。
この2つの内どちらだったかは不明だが、ボウイは列車を降りてワルシャワの街を散策し、レコードショップでポーランド国立民族合唱舞踊団「シロンスク」の「Helokanie」という曲のレコードを購入し、のちに「ワルシャワの幻想」のコーラスパートを作るときに参考にした。
器楽パートはブライアン・イーノが制作した。エルヴィル城でのレコーディング中、ボウイが前マネージャーとの訴訟の審問のためにパリに行っていて不在だった時、プロデューサーのトニー・ヴィスコンティの4歳の息子がピアノで短い旋律を弾いていた。それを聞いたイーノはその旋律を気に入り、ヴィスコンティと共にシンセサイザーでループさせ実験的に手を加えていき、最終的には数分間の曲が完成した。スタジオに戻ってきたボウイにこの曲を聴かせると彼はこの曲を気に入り、その後わずか10分でコーラスパートの歌詞を考えた。この歌詞で使われている言葉はポーランド語ではなく、意味を持たない単語である。

## ライヴでの演奏
『ロウ』のリリースに伴うツアーは行われなかったが、次作『ヒーローズ』のリリースに伴って1978年に行われたツアー「アイソラーII・ツアー」では『ロウ』に収録されている曲も複数演奏され、この曲はツアーのすべての公演で1曲目に演奏された。その後のツアーではセットリストから外れたが、2002年の「ヒーザン・ツアー」の一部の公演では『ロウ』の全曲が演奏された。

## 収録作品
- ステージ (1978年、ライヴ録音)
- クリスチーネ・F オリジナル・サウンドトラック (1981年)
- ブルー・ジーン（英語版）（1984年）
- オール・セインツ（英語版） (2001年)
- ウェルカム・トゥ・ザ・ブラックアウト〜ライヴ・ロンドン'78（英語版） (2018年、ライヴ録音)

## 参加ミュージシャン
- デヴィッド・ボウイ - ボーカル
- ブライアン・イーノ - シンセサイザー、ピアノ、チェンバリン